# Коплстон, Фредерик Чарлз
Фре́дерик Ча́рлз Ко́плстон (англ. Frederick Charles Copleston; 10 апреля 1907 — 3 февраля 1994) — крупный британский историк философии, наиболее известный благодаря своей влиятельной многотомной фундаментальной работе «История философии», которая является классическим учебником философии в ведущих университетах мира. Член католического ордена иезуитов. Член Британской академии наук.
Автор трудов по всем разделам истории западноевропейской философии (фундаментальная девятитомная «История философии» 1946-75). Известен также как оппонент Бертрана Рассела в дебатах по вопросу о существовании Бога, транслировавшихся на радиостанции Би-Би-Си в 1948 г., а также в течение ряда лет дискутировал со своим другом аналитическим философом Альфредом Айером по вопросам логического позитивизма и священного языка.

## Биография
Родился 10 апреля 1907 года в Тонтоне. Под влияние своего дяди Реджинальда Коплстона, епископа Калькутты Церкви Северной Индии, обратился в англиканство.
В 1920—1925 годах учился в Колледже Марлборо. В возрасте 18 лет он перешёл в римо-католичество, что стало потрясением для его семьи. Несмотря на такой шаг, отец помог Фредерику закончить обучение в Колледже Святого Иоанна, где он учился в 1925—1929 годах. Коплстон окончил Оксфордский университет в 1929 году став третьим на сдаче Honour Moderations и вторым в сдаче Literae Humaniores.
В 1930 году стал иезуитом. После двух прохождения ступени послушника в Рохамтоне, Коплстон переехал в Хейтроп, где в 1937 году был рукоположён в иезуитского священника в Хейтропском колледже Лондонского университета.
В 1938 году он совершил поездку в Германию для окончания своих испытаний и вернулся в 1939 году незадолго до начала Второй мировой войны. Коплстон собирался получить докторскую степень в Папском Григорианском университете, но начавшаяся война помешала этому. Вместо этого о принял предложение вернуться в Хейтропский колледж, чтобы преподавать историю философии немногим из оставшихся здесь иезуитов.
Преподавая в колледже Коплстон в 1946—1975 годах написал свою знаменитую «Историю философии» в девяти томах, где представил цельное изложение античной, средневековой и современной философии. Она до сих пор определяется как «крупное достижение», которое «остаётся несомненным для автора этого обсуждения, будучи очень внушительный по своей сути».
На протяжении всего своего академического поприща Коплстон был удостоен множества почётных ролей, в том числе в качестве приглашённого профессора Папского Григорианского университета, где он во временной промежуток с 1952 по 1968 годы, в течение шести месяцев ежегодно читал лекции.
В 1970 году Коплстон был избран членом Британской академии.
В 1972 году получил учёное звание профессора Хейтропского колледжа.
В 1974 году выйдя официально на пенсию он продолжал читать лекции.
В 1974—1982 годы был приглашённым профессором в Университете Санта-Клары.
В 1975 году он стал почётным членом Колледжа Святого Иоанна.
В 1979—1981 годы читал Гиффордские лекции в Абердинском университете, которые позднее были изданы в виде книги Religion and the One. В этих лекция Копстоном была сделана попытка «затронуть темы своих многолетних размышлений и более лично, чем в собственной истории».
Коплстон имел почётные звания от Университета Санта-Клары, Уппсальского университета и Сент-Эндрюсскиго университета. Он был членом Королевского института философии и Аристотелевского общества.
Умер 3 февраля 1994 года в Больнице Святого Томаса в возрасте 86 лет.

## Наследие
Наряду с фундаментальной девятитомной «Историей философии», одним и наиболее значительных вкладов Коплстона в историю философской мысли является работа о теориях Фомы Аквинского. Он пытался выяснить суть Quinque viae, изложенных в «Сумме теологии», путём различения причин in fieri и причин in esse. Коплстон пришёл к выводу, что таким образом Фома Аквинский хотел выдвинуть концепцию вездесущего Бога, а не просто сущего, который мог исчезать после установки цепи причин и следствий в движении.

## Награды
- Кавалер Ордена Британской империи (1993).[3]

## Сочинения
- Friedrich Nietzsche: Philosopher of Culture. London: Burns, Oates & Washbourne, 1942.
- Arthur Schopenhauer: Philosopher of Pessimism. London: Burns Oates & Washbourne, 1946.
- A History of Philosophy: Volume I: Greece and Rome: From the Pre-Socratics to Plotinus. London: Burns, Oates & Washbourne, 1946.
- A History of Philosophy: Volume II: Medieval Philosophy: From Augustine to Duns Scotus. London: Burns, Oates & Washbourne, 1950.
- Medieval Philosophy: An introduction. London: Methuen, 1952.
- A History of Philosophy: Volume III: Late Medieval and Renaissance Philosophy: Ockham, Francis Bacon, and the Beginning of the Modern World. London: Burns, Oates & Washbourne, 1953.
- Aquinas. Harmondsworth: Penguin, 1955.
- Contemporary Philosophy: Studies of Logical Positivism and Existentialism. London: Burns & Oates, 1956.
- A History of Philosophy: Volume IV: Modern Philosophy: From Descartes to Leibniz. London: Burns, Oates & Washbourne, 1958.
- A History of Philosophy: Volume V: Modern Philosophy: The British Philosophers from Hobbes to Hume. London: Burns, Oates & Washbourne, 1959.
- A History of Philosophy: Volume VI: Modern Philosophy: From the French Enlightenment to Kant. London: Burns, Oates & Washbourne, 1960.
- A History of Philosophy: Volume VII: Modern Philosophy: From the Post-Kantian Idealists to Marx, Kierkegaard, and Nietzsche. London: Burns, Oates & Washbourne, 1963.
- A History of Philosophy: Volume VIII: Modern Philosophy: Empiricism, Idealism, and Pragmatism in Britain and America. London: Burns, Oates & Washbourne, 1966.
- A History of Medieval Philosophy. London: Methuen, 1972. (revision of Medieval Philosophy, 1952)
- A History of Philosophy: Volume IX: Modern Philosophy: From the French Revolution to Sartre, Camus, and Levi-Strauss. London: Burns, Oates & Washbourne, 1975.
- Philosophies and Cultures. Oxford University Press, 1980. ISBN 0-19-213960-6
- Religion and the One: Philosophies East and West. Tunbridge Wells: Search Press, 1982. ISBN 0-85532-510-0
- Philosophy in Russia. Tunbridge Wells: Search Press, 1986.
- Memoirs of a Philosopher. Kansas City: Sheed & Ward, 1993.
- A History of Philosophy (9 volumes reissued). New York: Image Books, 1993—1994.

переводы
- История философии. Древняя Греция и Рим. Т. I. / Пер. с англ. Ю. А. Алакина. М., 2003.-335 с. ISBN 5-9524-0297-6
- История философии. Древняя Греция и Рим. Т. II. / Пер. с англ. Ю. А. Алакина. М., 2003.-319 с. ISBN 5-9524-0343-3
- История средневековой философии = A History of Medieval Philosophy / Пер. с англ. И. Борисовой; Послесл. М. Гарнцева. — М.: Энигма, 1997. — 512 с. — (История духовной культуры). — 5000 экз. — ISBN 5-7808-0010-3.
  - История философии. Средние века = A History of Medieval Philosophy / Пер. с англ. Ю. А. Алакина. — М.: ЗАО Центрполиграф, 2003. — 494 с. — 5000 экз. — ISBN 5-9524-0637-8.
- Коплстон Ф. От Фихте до Ницше / Пер. с англ., вступ. ст. и примеч. д. ф. н. В. В. Васильева. — М.: Республика, 2004. — 542 с. — ISBN 5-250-01875-0. Архивировано 30 декабря 2009 года.
- История философии. XX век = Contemporary Philosophy / Пер. с англ. П. А. Сафронова. — М.: ЗАО Центрполиграф, 2002. — 269 с. — 4000 экз. — ISBN 5-9524-0049-3.